# Pałac w Kantorowicach
Pałac w Kantorowicach – zabytkowy pałac we wsi Kantorowice (województwo opolskie).
Zbudowany z funduszy książąt brzeskich około 1600 roku. Od roku 1720 własność miasta Brzegu. W wyniku przebudowy w XIX wieku nabrał stylu renesansowego. Pierwotnie zamek wraz z niewielkim dziedzińcem otoczony był fosą, która przetrwała jedynie w zarysie. W 1936 roku obiekt przeszedł remont. Obecnie zatracił swoje pierwotne walory i pełni funkcje mieszkaniowe.